# 55735 Magdeburg
55735 Magdeburg è un asteroide della fascia principale. Scoperto nel 1987, presenta un'orbita caratterizzata da un semiasse maggiore pari a 2,6130921 UA e da un'eccentricità di 0,2846698, inclinata di 11,00236° rispetto all'eclittica.